# 오달운
오달운(吳達運:1700년∼1748년)은 조선 중기 유학자이자 진보적 사회개혁을 꿈꾼 실학자이다. 자는 백통(伯通)이고, 호는 해금(海錦)이다. 본관은 동복(同福)이다. 부인은 선인 의성 김씨이다.

## 생애
오달운은 임진왜란 동복오씨 6충신 순국열사 중 한 명이면서, 명량해전에서 전사한 오홍적의 고손자로서, 1700년 전라남도 해남군 청계면(지금의 계곡면) 용지리에서 출생하였다. 6세에 어머니를 여의고 아버지 손에서 자라났으며, 10세 무렵 영암에 은거하던 김순형(金舜衡)에게 가르침을 받았다. 총명함이 뛰어나 향시(鄕試)에 4번이나 장원하였으나, 벼슬에 나가지 않은 것은과거에 대한 자신의 태도는 매우 부정적이었기 때문이다. 우선 과거문체 자체가 당시 학문풍토를 망쳐놓고 있다고 생각했다. 경서(經書)와 제자백가의 서와 역(易)에 정통하여 고향에서 실용학문인 병서·산경 등의 연구에 진력하며, 실용학에 관심을 모아 독자적인 학문세계를 열어갔다. 1732년 금성(지금의 나주)의 금성산 남녘의 영산강 북편에 서당을 지은 후 10년간 후진양성에 주력했다. 이때 문하에 많은 인재가 배출되었는데, 그 당시 문하생 이행유는 그의 교육적 공로에 대해 "그간 10년 동안 인문이 날로 쇄신하고 사업(士業)이 크게 열려 집집마다 글 읽은 소리가 들리고 마을에 학문하는 습속이 이루어지게 되어 비록 서민들이라 할지라도 모두 스스로 분발케 하였으니 공(公)이 나주에 끼친 교화, 성취에 공이 어찌 크지 않겠는가."라고 하였다.
과거에 대한 부정적인 태도에도 불구하고, 끈질긴 제자들의 권유로 영조16년(1740년) 41세의 늦은 나이에 과거시험을 응시, 감시양장(監試兩場)에서 각각 장원을 하고 동당시(東堂試)의 논(論)·책(策)에서도 장원에 오르고, 대과(大科)인 회시(會試)에서도 장원을 해 1년에 5도장원(현재의 사법고시, 외무고시, 행정고시, 회계사, 변리사)을 모두 휩쓸었다. 영조대왕 앞에서 보는 마지막 과거시험인 전시에서도 병과에 장원급제함으로써 그 명성은 온 나라에 알려진다. 5도장원은 율곡 이이 이후 처음 있는 일이었다고 한다.
1746년(영조 22) 오수도찰방(獒樹道察訪)에 제수되었으며, 임지인 남원에서 백성을 위한 선정을 펼쳤으나, 1747년 6월 도회시(都會試)의 시험관으로 나갔다가 더위를 먹은 데다 지병이 겹쳐 47세의 나이로 갑자기 세상을 떠났다. 해남 계곡면 용지사(龍池祠)에서 배향하고 있으며, 산이면 대진리에 묘소와 제각이 있다.
그의 사상은 해금집과, 실학서 상제상서(上帝相書), 종학도설(從學圖說), 인극도설(人極圖說), 공도회의(公都會議), 가주전변부의(加鑄錢便否議), 왕패략호남책(王覇略湖南策) 등에 잘 나타나 있다.

## 특징
1년에 5도장원(현재의 사법고시, 외무고시, 행정고시, 회계사, 변리사)급제- 율곡 이이 이후 처음

## 문집
해금집, 실학서 상제상서(上帝相書), 종학도설(從學圖說), 인극도설(人極圖說), 공도회의(公都會議), 가주전변부의(加鑄錢便否議), 왕패략호남책(王覇略湖南策)

## 가족
고조부-오홍적(증 병조판서)
고조모-부인 해평오씨
- 증조부-오명승
- 증조모-배 풍양조씨
  - 조부-오필주
  - 조모-배 현풍곽씨
    - 부-오시탁
    - 모-배 이천서씨
      - 부인-의성김씨(부:김익유-통정대부,조부:김옥일-통덕랑,증조부:김중형-전주판관)
        - 자-오석현(증 이조참의)
        - 자부-숙부인 마산김씨